# روبين فارفان
روبين فارفان (بالإسبانية: Rubén Farfán)‏ هو مدرب كرة قدم ولاعب كرة قدم تشيلي في مركز نصف الجناح، ولد في 25 سبتمبر 1991 في Nogales, Chile ‏ في تشيلي. لعب مع نادي أونيفرسيداد دي تشيلي ونادي بالستينو.

## وصلات خارجية
- روبين فارفان على موقع قاعدة بيانات كرة القدم.إي يو (الإنجليزية)
- روبين فارفان على موقع Soccerway.com (الإنجليزية)
- روبين فارفان على موقع AS.com (الإسبانية)